# Nautiska behörigheter
Nautiska behörigheter regleras internationellt genom STCW-konventionen, den av Internationella sjöfartsorganisationen (IMO) år 1978 antagna internationella konventionen angående normer för sjöfolks utbildning, certifiering och vakthållning. De nationella bestämmelserna följer denna konvention. Nöjesfarkoster, båtar och mindre fartyg omfattas i allmänhet inte av konventionen, utom om de får ta mer än 12 passagerare, varvid de räknas som passagerarfartyg.

## Fartområden
Vilka nautiska behörigheter som krävs varierar enligt fartygets typ och storlek, men också enligt fartområde. I oceanfart eller fjärrtrafik gäller bemanningskraven enligt STCW-konventionen,[källa behövs] men i närområden och för mindre fartyg har enskilda länder möjlighet att tillämpa lindrigare krav.
I det så kallade non-SOLAS-direktivet, som gäller för inrikes passagerartrafik inom EU, delas passagerarfartygen i klasser enligt fartområden A, B, C och D, där D och C avser trafik i skyddade vatten, B trafik högst 20 nautiska mil från kusten och A övrig trafik.

## Befattningar för däcksbefäl
Gradbeteckningar från den grekiska handelsflottan

Befälhavare
1:e styrman (överstyrman)
2:e styrman
3:e styrman
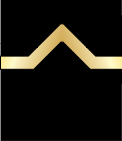
Ende styrman

## Behörigheter i däcksavdelningen
- Däcksbefäl
  - Sjökapten
  - Överstyrman
  - Fartygsbefäl klass II (Sjökaptensexamen)
  - Fartygsbefäl klass III
  - Fartygsbefäl klass IV
  - Vaktstyrman
  - Fartygsbefäl klass V (Styrmansexamen)

- Fartygsbefäl i begränsad fart i vissa länder
  - Fartygsbefäl klass VI
  - Fartygsbefäl klass VII (VII examen)
  - Skepparbrev för inrikes fart
  - Fartygsbefäl klass VI Inre Fart
  - Förarbrev
  - Fartygsbefäl klass VII Inre Fart (VII Inre Fart examen)
  - Fartygsbefäl klass VIII (VIII examen)
  - Förarbrev för hyresbåt
  - Internationellt förarbrev för fritidsbåt

- Manskap i däcksavdelningen
  - Båtsman
  - Matros
  - Lättmatros
  - Vaktman
  - Befaren jungman
  - Jungman
  - Däcksman

### Examina för däcksbefäl
- Sjökaptensexamen
- Styrmansexamen
- Fartygsbefälsexamen klass VII
- Fartygsbefälsexamen klass VIII

I Sverige avläggs examen vid en skola godkänd av Sjöfartsverket.